# Didier Lavergne
Didier Lavergne Es un maquillista que se hizo conocido por trabajar en el maquillaje de Marion Cotillard para interpretar á la impresionante cantante francesa Édith Piaf que le valió en la ceremonia de los Oscar de 2008 una estatuilla por [Mejor Maquillaje]

## Filmografía (selección)
- 2008 La vida en rosa
- 2005 Oliver Twist
- 2002 El pianista
- 2001 Le pacte des loups
- 1994 Giorgino
- 1992 Bitter Moon

## Premios y nominaciones
Premios Óscar
| Año  | Categoría        | Película        | Resultado |
| ---- | ---------------- | --------------- | --------- |
| 2008 | Mejor maquillaje | La vida en rosa | Ganador   |

- BAFTA al mejor maquillaje y peluquería por la película La vida en rosa